# Красная степь (газета)
Красная степь/Улан теег — общественно-политическая газета, выходившая в Калмыцкой автономной области с 1926 по 1930 год. Редакция газеты «Красная степь» впервые в истории калмыцкой периодической печати стала публиковать статьи с иллюстрированным материалом.

## История
Первый номер газеты «Красная степь» вышел 17 сентября 1926 года и была органом обкома ВКП(б) и областного профсоюза. Газета особенным образом уделяла внимание просветительской деятельности среди калмыцкого народа. Для привлечения внимания в газете впервые в истории калмыцкой периодики стала печатать фотографии, карикатуры и различные иллюстрации. Газета выходила в Астрахани на русском и калмыцком языках. Калмыцкие статьи выходили на тодо-бичиг.
Основными колонками газеты были разделы «сельское хозяйство», «Советское строительство», «По улусам и аймакам», «Уголок творчества», «Международный отдел».
В газете печатались калмыцкие писатели и поэты. С самого начала её существования заместителем главного редактора был писатель Нимгир Манджиев. В разное время редакторами газеты были калмыцкие общественные деятели Бадма Майоров (1927—1928), Араши Чапчаев (1928) и Улан Илишкин (1929—1930). В 1929 году газета имела около 600 общественных корреспондентов.
Газета «Красная степь» выпускала приложение на калмыцком языке «Тангчин зянг», которое с 1930 года издаваться отдельным изданием. Приложение «Тангчин зянг» выходило на калмыцком языке два раза в неделю. В 1930 году газета «Красная степь» прекратила издаваться как самостоятельное издание и с этого же года стала выходить как приложение к газете «Тангчин зянг», которая стала основной газетой вместо приложения.